# 万象洞石刻题记
万象洞石刻题记，位于中国甘肃省陇南市武都区，为一个省级文物保护单位，类型为石窟寺及石刻。
万象洞石刻题记的历史年代为北周至清。